# Plexo hipogástrico superior
El plexo hipogástrico superior, llamado también plexo hipogástrico o nervio pre-sacro, es un plexo nervioso situado sobre los cuerpos vértebrales justo por debajo de la bifurcación de la aorta.

## Anatomía
El plexo hipogástrico superior está situado justo en frente de la última vértebra lumbar y del promontorio del hueso sacro, en medio de las dos arterias ilíacas comunes. Está formada por la unión de numerosas fibras, las cuales descienden a ambos lados del plexo aórtico, así como también de nervios esplácnicos lumbares. Se divide luego de un corto trayecto en dos porciones laterales, las cuales viajan inferiormente y son llamados en conjunto los nervios hipogástricos, que terminan en el plexo hipogástrico inferior.
- Datos: Q952595